# Ochaya

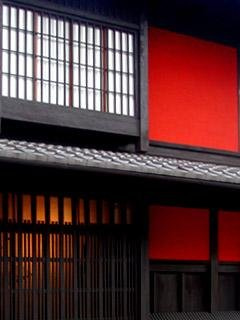
Entrée du Ichiriki ochaya, un des plus célèbres salons de thé où les geishas travaillent, dans le district de Gion à Kyōto.

Au Japon, un ochaya (お茶屋, littéralement « salon de thé ») est un établissement où les clients sont distraits par des geishas. Les ochaya sont situés dans les districts de geishas (花街, hanamachi), et sont de nos jours les plus nombreux à Kyōto, bien qu'il s'en trouve également dans les districts de geishas d'autres villes telles que Tōkyō.
Les ochaya, où officient les geishas, doivent être distingués des okiya (pensions de famille), où vivent les geishas — les deux peuvent à la fois être vaguement traduits par « maison de geishas ». Les geishas sont attachées à une pension unique (où elles ne divertissent pas de clients), et sont actives dans des ochaya différents ou d'autres lieux, d'une nuit à l'autre. De même que les geishas remplacent les courtisanes précédentes, les ochaya (dans les districts de geishas où celles-ci exercent leur art) remplacent les précédents ageya (dans les yūkaku « quartiers de plaisir », dans lesquels travaillaient tayū et oiran).

## Terminologie

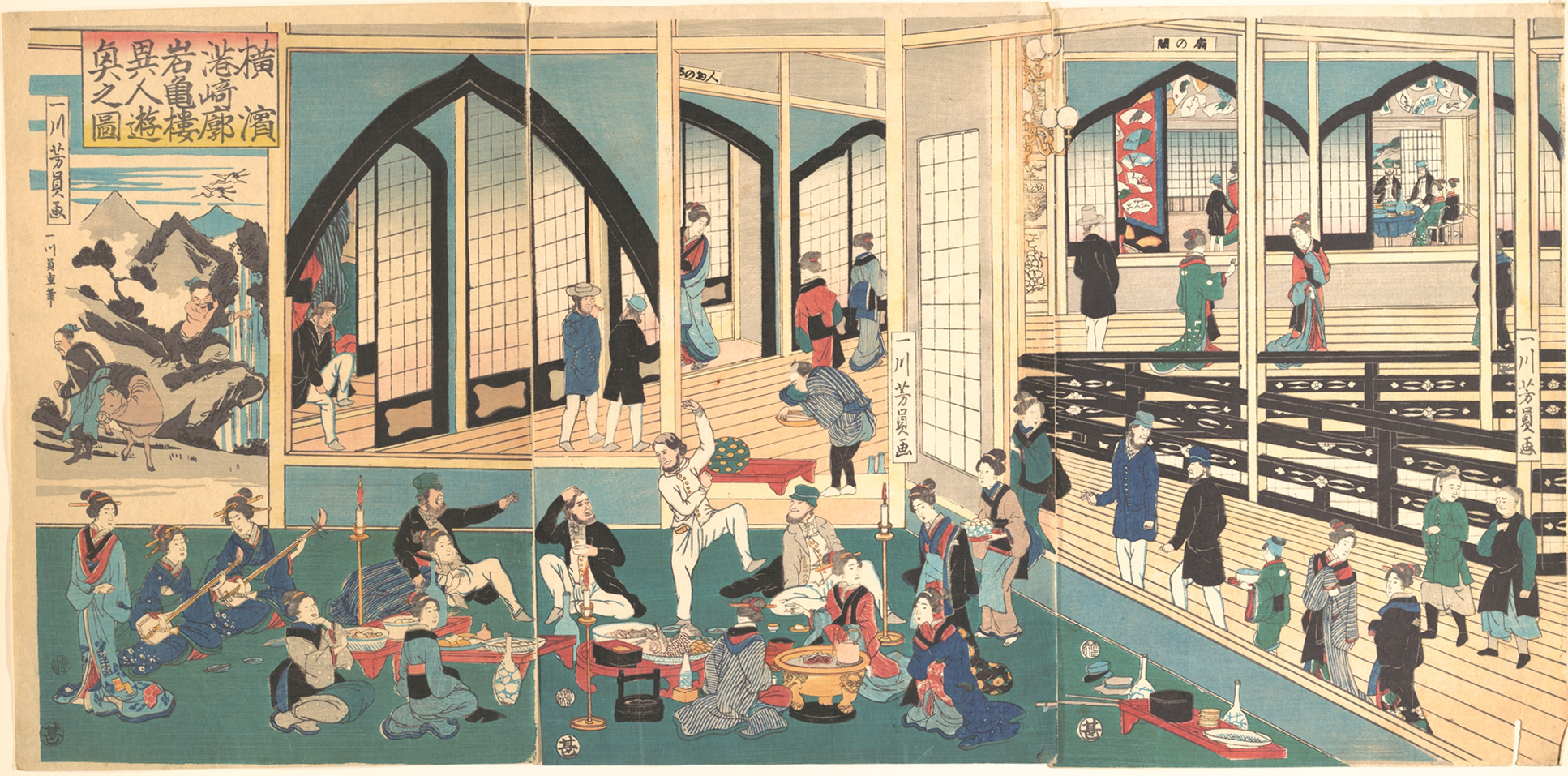
Étrangers bénéficiant d'une fête à la maison de thé Gankirō, Miyozaki à Yokohama. Utagawa Yoshikazu, 1861.

Bien que le terme ochaya signifie littéralement « salon de thé », il n'y est pas servi de thé, sauf de façon incidente (comme une boisson ordinaire) ; les bâtiments ou les pièces consacrés à la cérémonie japonaise du thé sont plutôt appelés chashitsu (茶室, littéralement « pièce à thé »). Quand il est utilisé en tant que partie d'un nom, le préfixe honorifique (御, o) n'est pas utilisé en japonais, et le simple chaya est utilisé comme suffixe, comme dans Ichiriki chaya.

## Accès

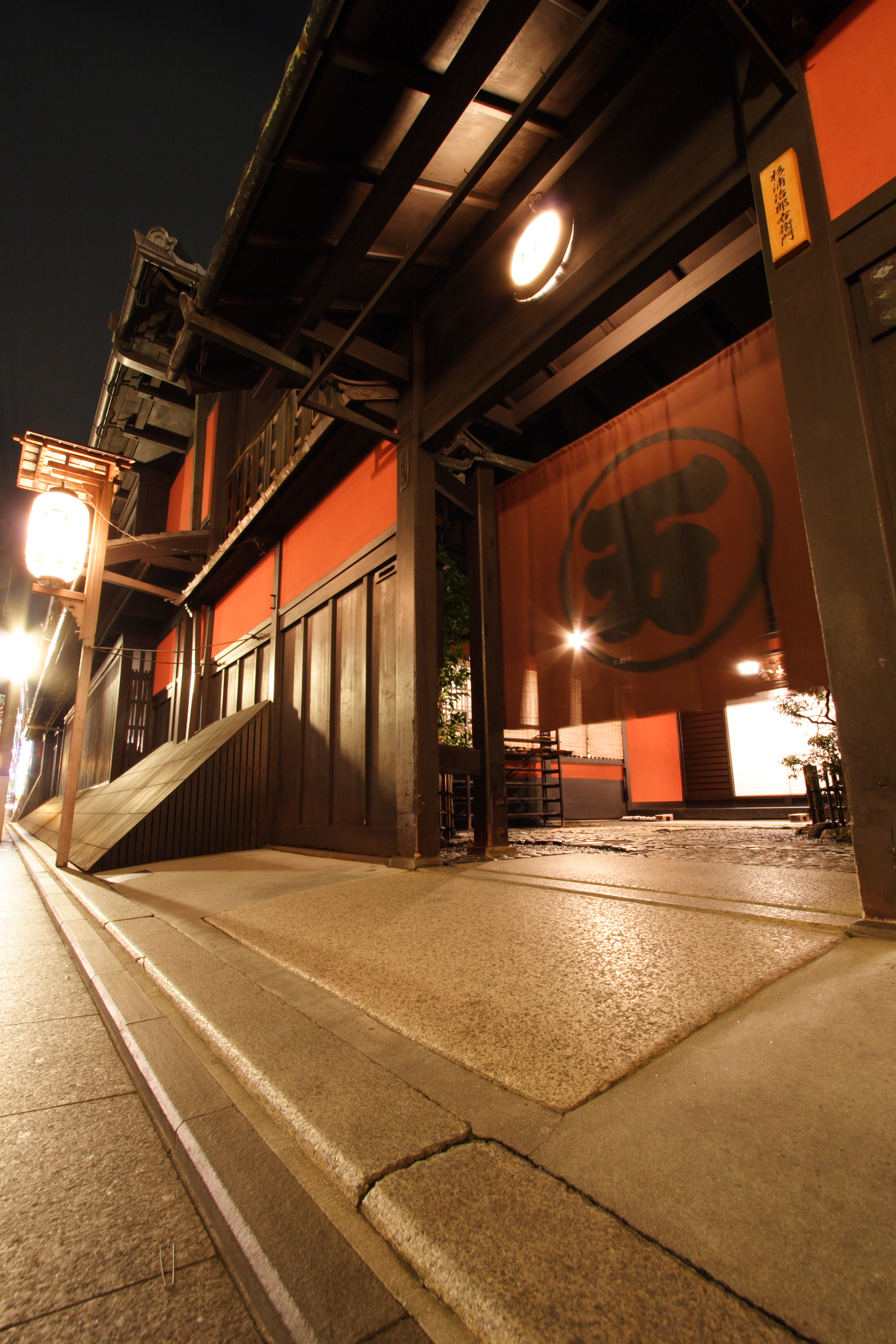
Entrée de l'Ichiriki.

Les ochaya sont généralement des établissements très fermés et, à de très rares exceptions, on ne peut y entrer si l'on y est pas déjà un client reconnu, ou accompagné de clients, et sur réservation.
Les relations avec un ochaya peuvent souvent remonter à des générations en arrière, et sont généralement associées à une famille ou à une société. Changer d'ochaya n'est généralement pas possible, et même fréquenter un ochaya autre que celui avec lequel on est associé est considéré comme une violation très grave des bonnes manières.
Dans des circonstances exceptionnelles, ces restrictions sont assouplies. Par exemple, pour une brève période de seulement quelques nuits en 2006, un ochaya dans chacun des cinq districts de geishas de Kyōto offrait un accès général à un petit nombre de touristes qui n'étaient pas accompagnés par des clients, dans le cadre d'un programme de promotion du tourisme, à la demande de l'association pour le tourisme de la Ville de Kyōto.

## Identification
Les ochaya proposent leurs services à une clientèle discrète et n'arborent donc pas une façade particulièrement voyante, mais ils ne sont pas non plus particulièrement secrets quant à leur emplacement. Les ochaya sont généralement situés sur ou à proximité des principales rues de leur quartier de geishas, et indiquent généralement leur nom à l'entrée, avec un rideau d'entrée (暖簾, noren) et un jardin devant pour les grandes maisons, jardin que l'on peut apercevoir de la rue. À Kyōto, les ochaya sont autorisés par la ville, et tous affichent un badge métallique à l'entrée portant l'inscription 「京公許第〜号」「お茶屋」(Kyoto public license #…, Ochaya).

## Agencement
En tant qu'établissements traditionnels, les ochaya occupent des bâtiments représentatifs de l'architecture japonaise traditionnelle, le plus souvent dans des constructions du style des maisons de ville (町家／町屋, machiya), particulièrement à Kyōto. Les intérieurs sont généralement constitués de pièces avec tatamis, tandis que les extérieurs peuvent présenter de simples murs dénudés (pour la discrétion) ou des treillis en bois (格子, kōshi).

## Services
La fonction principale d'un ochaya est de fournir un espace privé pour les divertissements qu'offrent les geishas (y compris les apprenties maiko). Les geishas ne sont pas attachées à une maison particulière, mais sont louées à une maison de geishas (okiya) pour fournir les divertissements, constitués de conversations, de flirt, du service de boissons, de jeux traditionnels, de chants, d'instruments de musique et de danse. Les ochaya ne préparent généralement pas de plats mais les clients peuvent commander une restauration à la carte, laquelle est livrée sur place. Les quartiers de geishas disposent en général d'un certain nombre de restaurants qui proposent ce service.

## Exemples
Le plus remarquable et célèbre ochaya est l'Ichiriki ochaya, dans le district Gion de Kyōto, considéré comme le sommet du raffinement et qui sert de décor principal à la description fictive de la vie d'une geisha de Gion, dans le roman Geisha d'Arthur Golden.